# Chironomus oliveirai
Chironomus oliveirai är en tvåvingeart som beskrevs av Correia och Trivinho-strixino 2007. Chironomus oliveirai ingår i släktet Chironomus och familjen fjädermyggor. Inga underarter finns listade i Catalogue of Life.